# West Vancouver-Sea to Sky (circonscription britanno-colombienne)
Pour les articles homonymes, voir Sea to Sky.
Circonscription électorale provinciale du Canada
West Vancouver-Sea to Sky (anciennement West Vancouver-Garibaldi) est une circonscription provinciale de la Colombie-Britannique représentée à l'Assemblée législative de la Colombie-Britannique depuis 1991.

## Géographie
En 2020, la circonscription représente les villes de West Vancouver et de Lions Bay dans le district régional du Grand Vancouver, ainsi que les villes de Squamish, Whistler, Furry Creek, Pemberton, Pemberton Meadows (en), Grene River (en), Birken et D'Arcy dans le district régional de Squamish-Lillooet.

## Liste des députés
| Législature                                                                 | Années                                                                      | Député                                                                      | Député                                                                      | Parti                                                                       |
| West Vancouver-Garibaldi Circonscription issue de West Vancouver-Howe Sound | West Vancouver-Garibaldi Circonscription issue de West Vancouver-Howe Sound | West Vancouver-Garibaldi Circonscription issue de West Vancouver-Howe Sound | West Vancouver-Garibaldi Circonscription issue de West Vancouver-Howe Sound | West Vancouver-Garibaldi Circonscription issue de West Vancouver-Howe Sound |
| --------------------------------------------------------------------------- | --------------------------------------------------------------------------- | --------------------------------------------------------------------------- | --------------------------------------------------------------------------- | --------------------------------------------------------------------------- |
| 35e                                                                         | 1991–1996                                                                   |                                                                             | David J. Mitchell (en)                                                      | Libéral                                                                     |
| 36e                                                                         | 1996–2001                                                                   |                                                                             | Ted Nebbeling (en)                                                          | Libéral                                                                     |
| 37e                                                                         | 2001-2005                                                                   |                                                                             | Ted Nebbeling (en)                                                          | Libéral                                                                     |
| 38e                                                                         | 2005–2009                                                                   |                                                                             | Joan McIntyre (en)                                                          | Libérale                                                                    |
| West Vancouver-Sea to Sky                                                   |                                                                             |                                                                             |                                                                             |                                                                             |
| 39e                                                                         | 2009–2013                                                                   |                                                                             | Joan McIntyre (en)                                                          | Libérale                                                                    |
| 40e                                                                         | 2013–2017                                                                   |                                                                             | Jordan Sturdy                                                               | Libéral                                                                     |
| 41e                                                                         | 2017–2020                                                                   |                                                                             | Jordan Sturdy                                                               | Libéral                                                                     |
| 42e                                                                         | 2020-2023                                                                   |                                                                             | Jordan Sturdy                                                               | Libéral                                                                     |
| 42e                                                                         | 2023–2024                                                                   |                                                                             | Jordan Sturdy                                                               | BC United                                                                   |
| 43e                                                                         | 2024-en cours                                                               |                                                                             | Jeremy Valeriote                                                            | Vert                                                                        |

## Résultats électoraux
Depuis 2009
1991-2009